# 11425 Віріданлоп
11425 Віріданлоп (11425 Wearydunlop) — астероїд головного поясу, відкритий 18 червня 1999 року.
Тіссеранів параметр щодо Юпітера — 3,508.